# Hôtel d'Alluye
Vous lisez un « bon article » labellisé en 2012.
L’hôtel d’Alluye est un hôtel particulier du XVIe siècle situé au no 8 de la rue Saint-Honoré, à Blois, dans le département français de Loir-et-Cher. Construit par Florimond Robertet alors qu'il était secrétaire et notaire du roi Louis XII, l'hôtel fait référence à sa baronnie d'Alluye.
Bâti entre 1498 et 1508, l'hôtel d'Alluye est l'un des premiers monuments de style Renaissance construits à Blois. Édifié sur un quadrilatère de 30 mètres de côté, il a longtemps constitué la plus vaste résidence privée du centre-ville. Sa façade de style Louis XII allie éléments gothiques (culs-de-lampe) et renaissants (volutes) tandis que sa cour intérieure présente des motifs beaucoup plus italianisants, comme des médaillons figurant des empereurs romains.
Longtemps propriété de la famille Robertet, l'hôtel d'Alluye passe aux Hurault de Saint-Denis puis aux Bégon dans la première moitié du XVIIe siècle, avant d'être revendu aux Louët de Terrouanne au début du XVIIIe siècle. Racheté par un ancien notaire en 1832, l'hôtel est finalement vendu à la Mutuelle générale d'assurance de Loir-et-Cher en 1866. Depuis 2007, l'ancienne résidence de Florimond Robertet est divisée en une dizaine d'appartements de standing.
Au fil des siècles et de ses propriétaires successifs, l'hôtel d'Alluye a connu d'importantes transformations et seules son aile sud et, dans une moindre mesure, son aile orientale, conservent leur aspect d'origine. L'aile ouest du bâtiment a quant à elle été détruite dès le début du XVIIe siècle tandis que l'aile nord a été démolie en 1812. Classé monument historique par décret du 6 novembre 1929, l'hôtel d'Alluye peut exceptionnellement être ouvert au public, notamment lors des Journées européennes du patrimoine.

## Situation

Plan de l'hôtel d'Alluye, tel qu'il devait être à l'époque de Florimond Robertet.

Construit non loin de la cathédrale et du château de Blois, l'hôtel d'Alluye se situe au no 8 de la rue Saint-Honoré. À l'origine, il s'étendait, côté sud, le long de la rue Saint-Honoré (entre les actuels no 4 et no 10) et, côté ouest, le long de la rue Porte-Chartraine (du no 15 au no 25),. Côté nord, l'extension de l'hôtel jusqu'à la rue Beauvoir n'est documentée qu'à partir de 1643 mais il n'est pas impossible qu'elle ait été contemporaine de Florimond Robertet. Dans cette direction, l'édifice s'étendait en tout cas jusqu'à l'arrière des petites parcelles contiguës à la rue Beauvoir, voire plus loin. Au total, l'hôtel d'Alluye s'étendait donc sur un vaste quadrilatère de 30 mètres de côté alors que les parcelles voisines de la demeure ne dépassaient guère les 5 à 7 mètres de façade.
On ne sait pas comment Robertet est parvenu à acquérir une parcelle d'une aussi grande superficie en plein centre-ville de Blois. Peut-être l'homme d'État a-t-il progressivement acquis, parcelle après parcelle, les terrains nécessaires à la construction de sa demeure. Mais il est également possible qu'il ait reçu de la couronne un fief citadin en guise de remerciements pour ses services. Ce qui est certain, en tout cas, c'est que Robertet a cherché à acquérir un autre hôtel particulier attenant à sa propriété, l'hôtel Denis-Dupont, afin d'agrandir sa propre résidence. Cependant, le propriétaire dudit hôtel, le jurisconsulte Denis Dupont, s'y est fermement opposé, soulevant ainsi la colère de son puissant voisin.
L'édifice qui nous est parvenu ne s'étend plus, aujourd'hui, que sur la moitié de la superficie qu'il occupait à l'origine. De fait, des quatre bâtiments qui entouraient, au XVIe siècle, la cour d'honneur de l'hôtel d'Alluye, on ne conserve plus que le logis d'entrée et l'aile en retour d'angle, autrement dit les parties situées au sud et à l'est de la cour.

## Histoire de l’édifice

### Construction

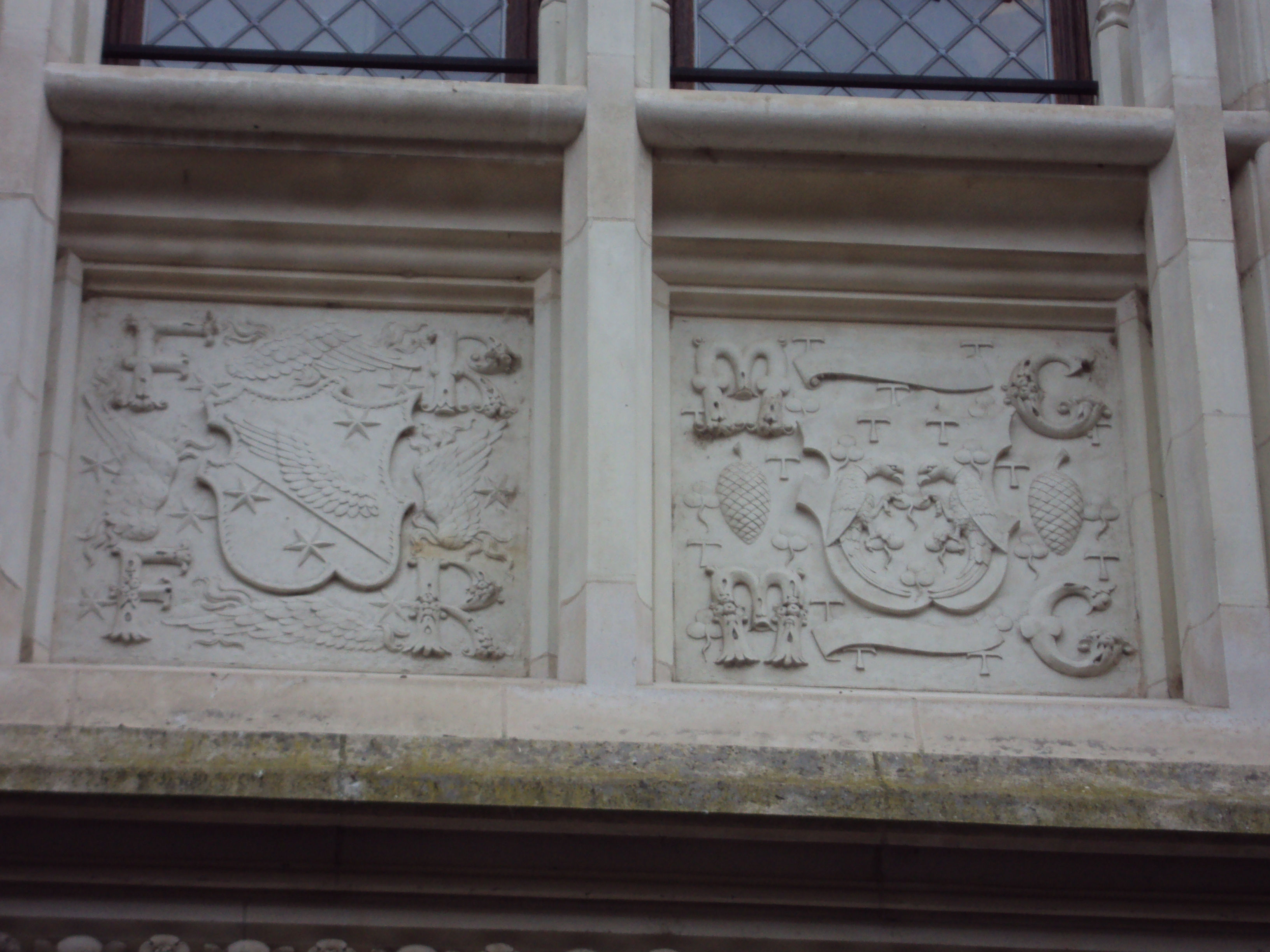
Armes et initiales de Florimond Robertet et de son épouse, Michelle Gaillard. Détail de la façade, rue Saint-Honoré (avril 2012).

Sous le règne de Louis XII, entre 1498 et 1515, la cour de France s'installa à Blois et la ville devint, pour plusieurs décennies, la nouvelle capitale du royaume. Les grands personnages qui entouraient le souverain se lancèrent alors dans la réalisation de somptueuses résidences dans le Blésois et dans tout le Val de Loire. C'est à l'un de ces hauts dignitaires, le baron Florimond Robertet, secrétaire et notaire successif de Pierre de Beaujeu et des rois Charles VIII, Louis XII et François Ier, que l'on doit la construction de l'hôtel d'Alluye.
Nommé d'après la baronnie d'Alluye, fief beauceron de Robertet, cet hôtel particulier fut bâti à partir de 1498 ou de 1500 selon les auteurs, mais fut achevé, au plus tard, en 1508. Un document diplomatique issu de la République florentine qualifiait en effet l'hôtel de « neuf » (« nuovo ») en septembre de cette année-là,.
Fruit du style Louis XII annonçant la première Renaissance française, l'édifice devait illustrer, par l'originalité de son architecture et de ses ornements, la culture et les goûts humanistes de son illustre propriétaire, déjà bien connu pour la richesse de ses collections artistiques. Il témoignait, par ailleurs, de l'influence exercée par les artistes du Quattrocento sur les élites françaises dans le contexte des guerres d'Italie.

### Sous les Robertet et leurs descendants
L'hôtel d'Alluye resta dans la descendance de Florimond Robertet et de Michelle Gaillard de Longjumeau jusqu'aux premières années du XVIIe siècle. En 1588, le bâtiment accueillit le cardinal de Lorraine, frère du duc de Guise, qui y logea durant les États généraux de Blois avant d'être assassiné sur ordre du roi Henri III.
Petit-fils de Florimond, le baron François Robertet d'Alluye s'éteignit en 1603 sans laisser de descendance masculine. Trois ans plus tard, l'hôtel fut saisi par la couronne et toute sa partie ouest, qui s'étendait entre les actuels et nos 15 et 25 de la rue Porte-Chartraine, fut détachée de la propriété.

### DuXVIIeau début duXIXesiècle: le temps des destructions

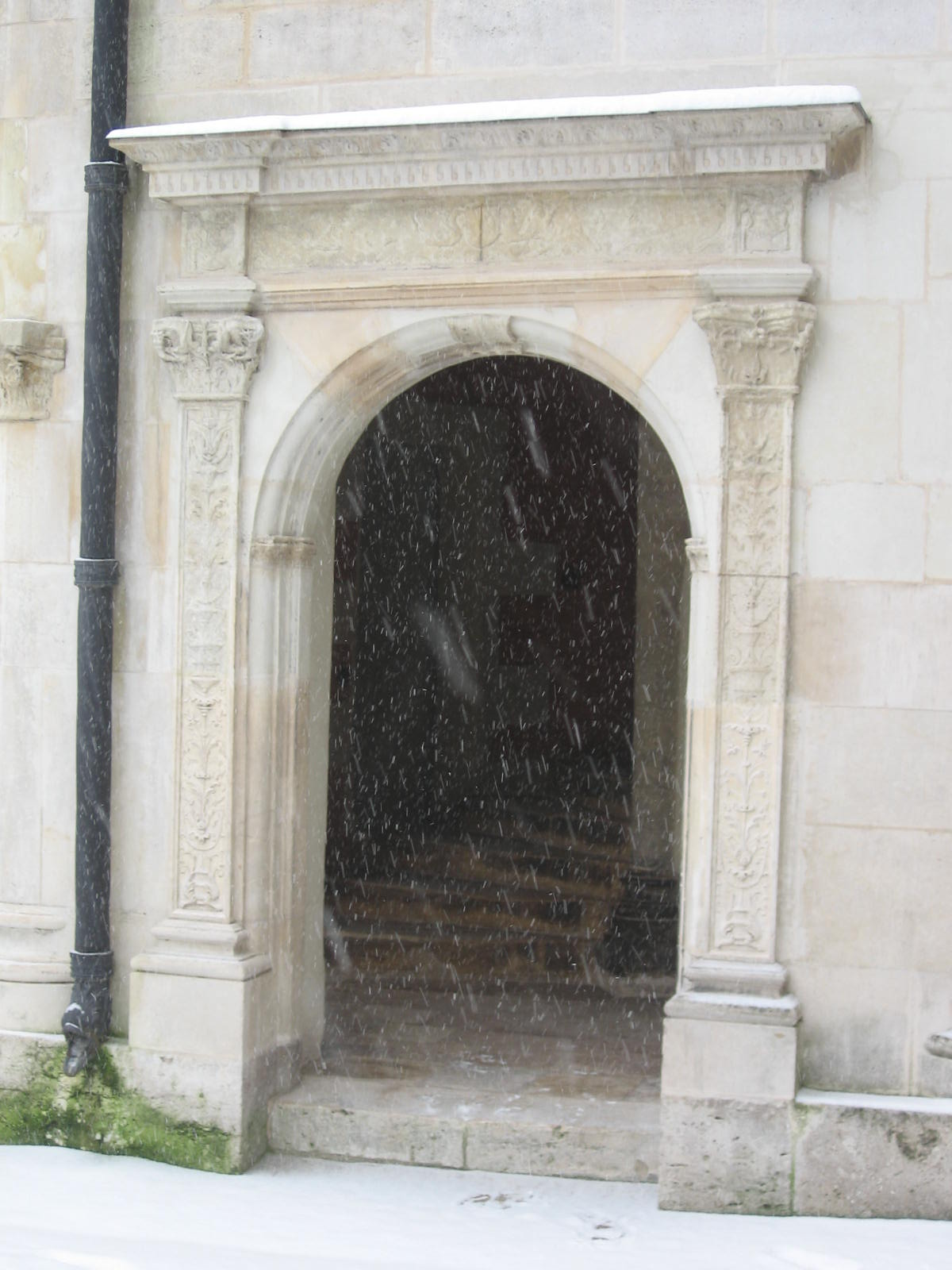
La porte de l'escalier sud-ouest en février 2012 : l'un des rares vestiges de l'aile ouest.

Les années 1620 virent le morcellement de l'aile ouest du bâtiment original. Revendue à différents propriétaires, cette partie de l'édifice fut progressivement dénaturée, à tel point qu'il n'en reste plus aujourd'hui que quelques rares vestiges. Les trois autres ailes de l'hôtel furent acquises par Hurault de Saint-Denis en 1621.
Le 5 juillet 1637, l'hôtel d'Alluye passa à la famille Bégon. Peu de temps après, en 1644, des travaux de restauration importants furent entrepris sur l'aile nord de l'édifice, sous l'égide du frère Charles Turmel. Finalement, le 5 août 1718, Michel VI Bégon, fils de Michel V, revendit l'hôtel pour 9 000 livres à la famille Louët de Terrouanne (ou Therouannes), qui ne s'en sépara qu'en 1832,.
Vers 1812, Lambert de Rosey, apparenté à la famille Louët, organisa la démolition de l'aile nord, appelée « galerie neuve », et fit transférer dans son château des Montils les colonnes de marbre blanc à chapiteaux sculptés qui soutenaient ladite galerie.

### DuXIXesiècleà nos jours: entre restaurations et transformations
En 1832, un beau-frère de Lambert de Rosey, M. Loët, céda l'hôtel d'Alluye à Amédée Naudin, un ancien notaire devenu secrétaire général de la préfecture du Loir-et-Cher, pour 12 000 francs. Des travaux furent alors entrepris dans l'aile est, dont la profondeur fut réduite et le plan devint plus irrégulier. Après la mort de Naudin, le 21 novembre 1864, ses deux filles décidèrent de revendre l'hôtel. Elle le cédèrent ainsi pour 40 000 francs à la Mutuelle générale d'assurance de Loir-et-Cher le 5 juin 1866.

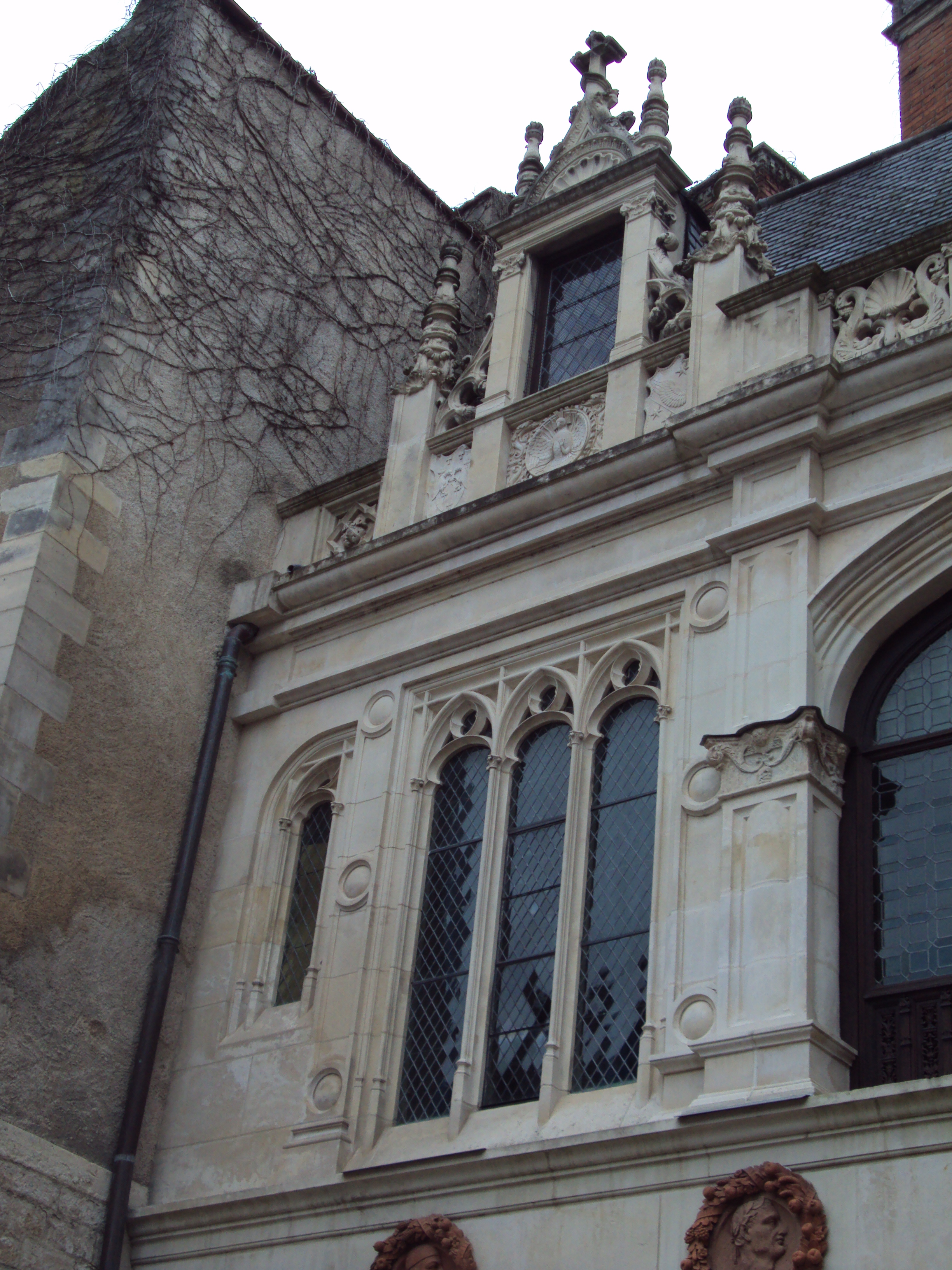
L'oratoire de l'aile est est une invention des restaurateurs du XIXe siècle (avril 2012).

En 1868-1869, la Mutuelle générale fit restaurer par M. Martin-Monestier, sous la direction de Félix Duban, la grande salle du rez-de-chaussée de l'aile sud, dans laquelle Florimond Robertet recevait les ambassadeurs étrangers. En 1877, de nouvelles restaurations furent prévues mais aucune réalisation ne semble avoir été entreprise durant huit ans.
En 1890-1895, d'importantes modifications furent réalisées rue Saint-Honoré. Combles et toitures furent alors entièrement transformés et seul resta en l'état la partie basse, au niveau du porche d'entrée. En 1897-1899, la cour subit à son tour des transformations semblables.
En 2007, un promoteur racheta le bâtiment à la Mutuelle générale afin de le transformer en dix appartements indépendants, qui furent livrés en 2008. De nouveaux travaux furent entrepris afin de transformer les pièces de l'hôtel en résidences. La campagne de restauration permit de sauver les bâtiments du fond de la cour, dont la toiture était très abîmée.
Depuis lors, l'hôtel d'Alluye est divisé en appartements.

## Entrées

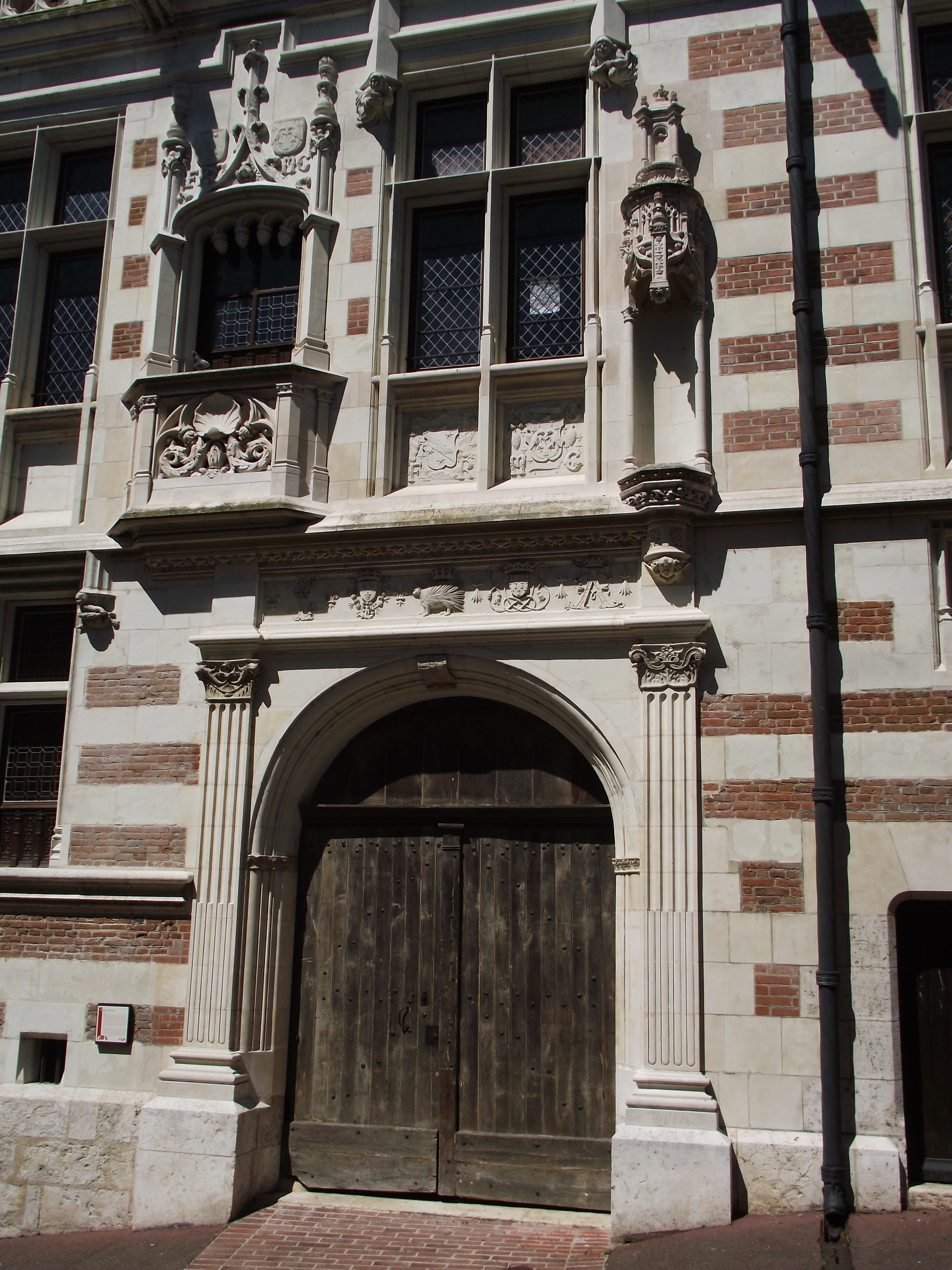
Le portail de l'hôtel d'Alluye, rue Saint-Honoré, en mai 2012. Sur le linteau apparaissent les initiales et les blasons de Louis XII et d'Anne de Bretagne ainsi que le porc-épic du roi.

À l'origine, l'hôtel d'Alluye comptait probablement trois accès distincts, le reliant aux artères commerçantes voisines. Cependant, seule son entrée principale, située au sud de l'édifice, a été conservée jusqu'à nos jours. Jouant le rôle de rampe cavalière, cette dernière relie encore aujourd'hui la rue Saint-Honoré à la cour de l'hôtel, en passant à travers le grand corps de logis.
Côté ouest, un accès secondaire reliait l'hôtel à la rue Porte-Chartraine. Sans doute muré après la saisie du bâtiment en 1606, il ne reste plus de ce passage que quelques vestiges situés au no 15 de la rue Porte-Chartraine. Une vaste arcade en anse de panier ouvrait alors sur un escalier à vis placé en façade. Desservant tous les étages du bâtiment, celui-ci voisinait avec un long couloir voûté d'ogives débouchant dans le sous-sol du logis sud, à la base du grand escalier sud-ouest.
Une troisième entrée, qui n'est attestée qu'à partir du XVIIe siècle mais qui est peut-être contemporaine de Florimond Robertet, reliait, au nord, la rue Beauvoir à l'hôtel. Aujourd'hui disparue, cette entrée n'a laissé pour seule trace que quelques marches situées au no 15 de la rue Beauvoir : elles descendaient alors probablement vers le corps nord de l'édifice, pour aboutir à l'angle nord-est de la cour.

## Bâtiments

### Distribution générale

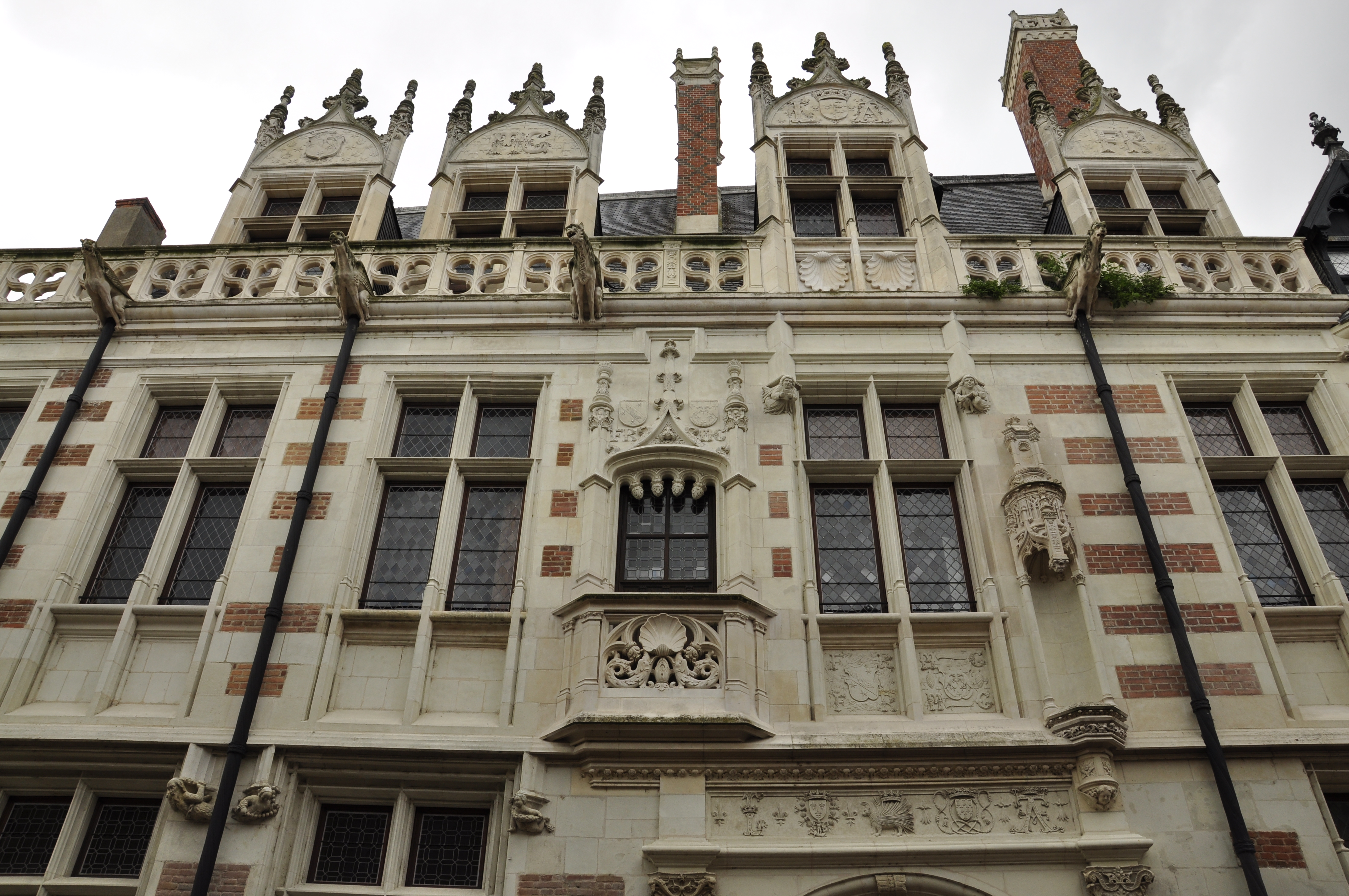
Façade de l'hôtel d'Alluye, vue de la rue Saint-Honoré en septembre 2011.

Les quatre bâtiments entourant la cour d'honneur de l'hôtel d'Alluye possédaient tous un étage et un comble, doublés d'une galerie ouverte sur deux niveaux, formant un péristyle. Afin d'obtenir un ensemble aussi régulier sur une parcelle soumise à de fortes dénivellations, les bâtiments sud (situés rue Saint-Honoré) furent dotés d'un étage de soubassement tandis que ceux situés à l'ouest (rue Porte-Chartraine) en reçurent deux.

### Aile sud

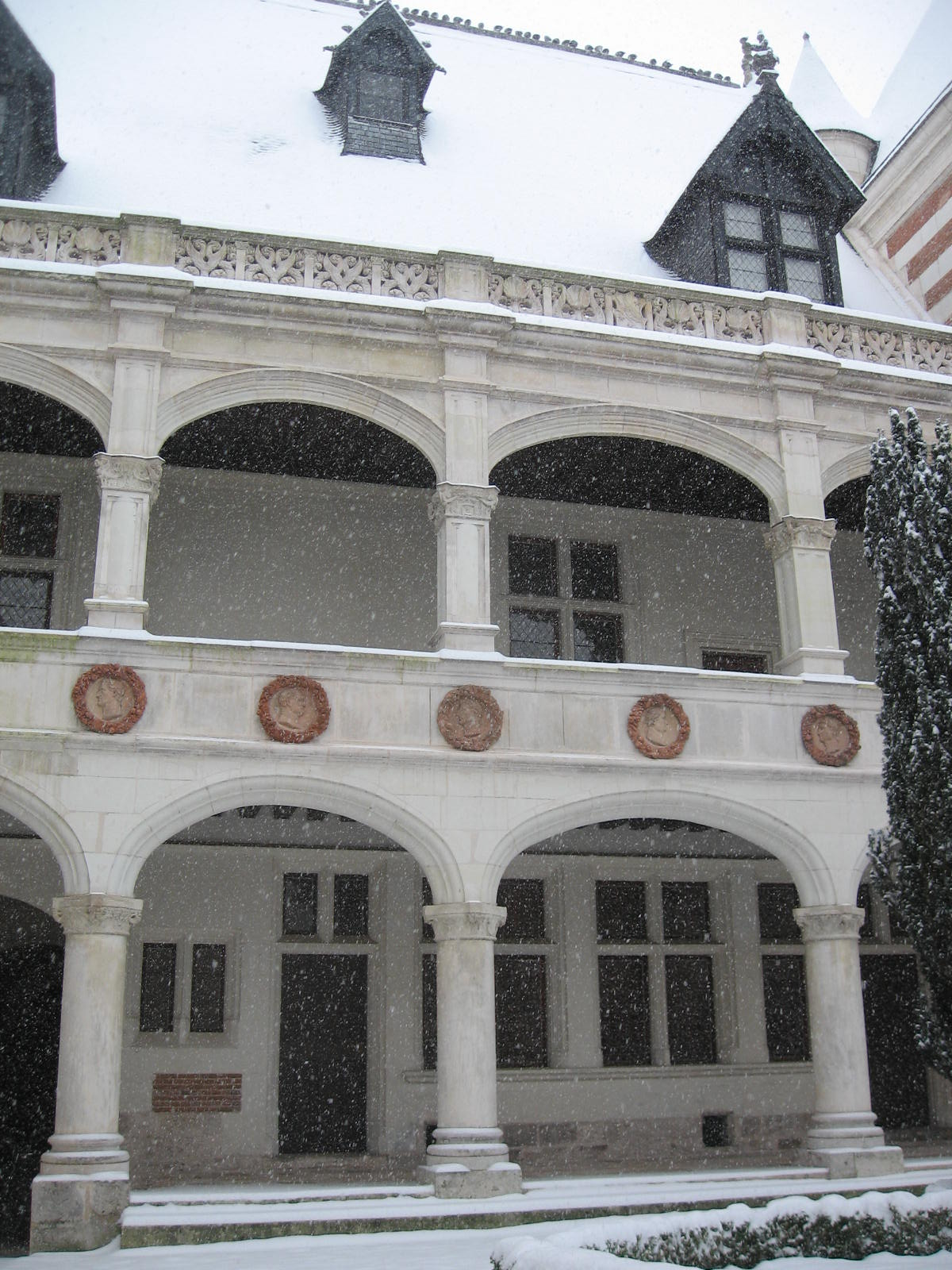
La façade de la partie intérieure sud de l'hôtel d'Alluye, en février 2012.

Ouverte sur la rue Saint-Honoré grâce à son portail monumental, l'aile sud de l'hôtel d'Alluye constituait le logis principal du bâtiment. C'est la seule partie de l'édifice qui nous soit parvenue presque intacte.
À gauche du portail, l'étage de soubassement abritait les écuries de la résidence et des celliers. Juste au-dessus, le rez-de-chaussée surélevé était composé d'une vaste pièce (la « grande salle ») ouverte sur la galerie de la cour, et d'une autre pièce plus petite de forme trapézoïdale. Le premier étage se distribuait en trois grandes chambres, de deux autres plus petites et d'une garde-robe toutes ouvertes sur la galerie. Le rôle originel des combles est beaucoup moins bien documenté. Cependant, au XVIIe siècle, ils abritaient deux chambres de bonne et un fruitier.
Côté cour, la galerie du premier étage assurait la circulation entre les pièces. À l'angle ouest, la tour avec son escalier à vis permettait quant à elle de desservir les étages.

### Aile ouest

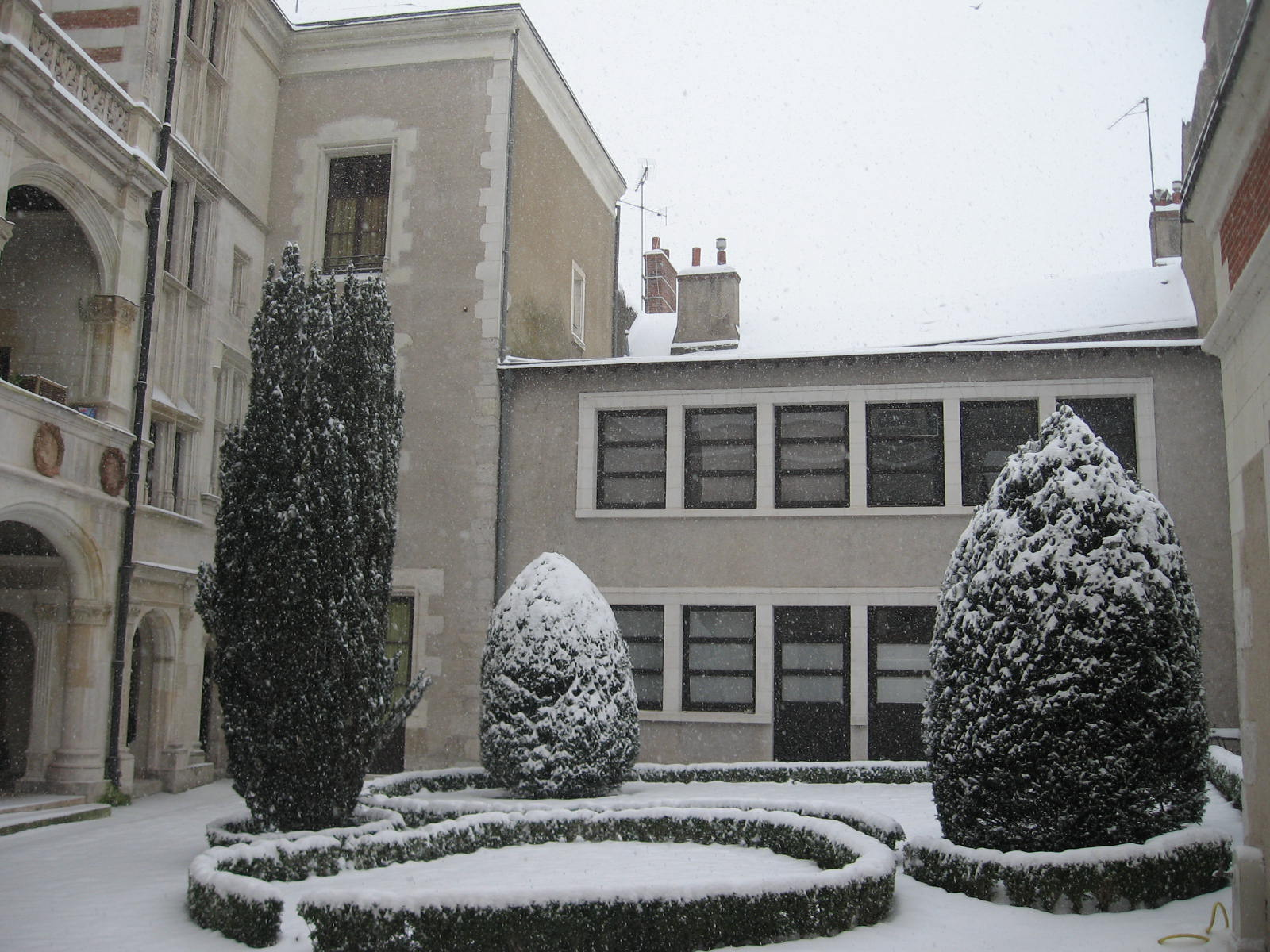
L'aile ouest de l'hôtel d'Alluye, en février 2012. Des bâtiments originaux, il ne reste presque plus rien.

Presque totalement détruite entre le XVIIe et le début du XIXe siècle, l'aile ouest de l'hôtel d'Alluye ne nous est connue que grâce à quelques documents d'archives. De largeur conséquente, elle était composée de deux séries de pièces, les unes donnant sur la rue Porte-Chartraine, les autres sur la galerie et la cour.
Le premier étage de soubassement de cette aile comprenait des écuries, un escalier à vis donnant sur la façade, un couloir reliant la cour à la rue et un grand garde-manger voûté. Le deuxième étage était occupé, au XVIIe siècle, par une salle de jeu de paume. Quant aux derniers niveaux, leur rôle exact ne nous est pas parvenu. Côté cour, le rez-de-chaussée abritait une chapelle privée et une salle reliée au grand escalier. Le premier étage accueillait trois grandes chambres donnant sur la galerie intérieure.

### Aile nord

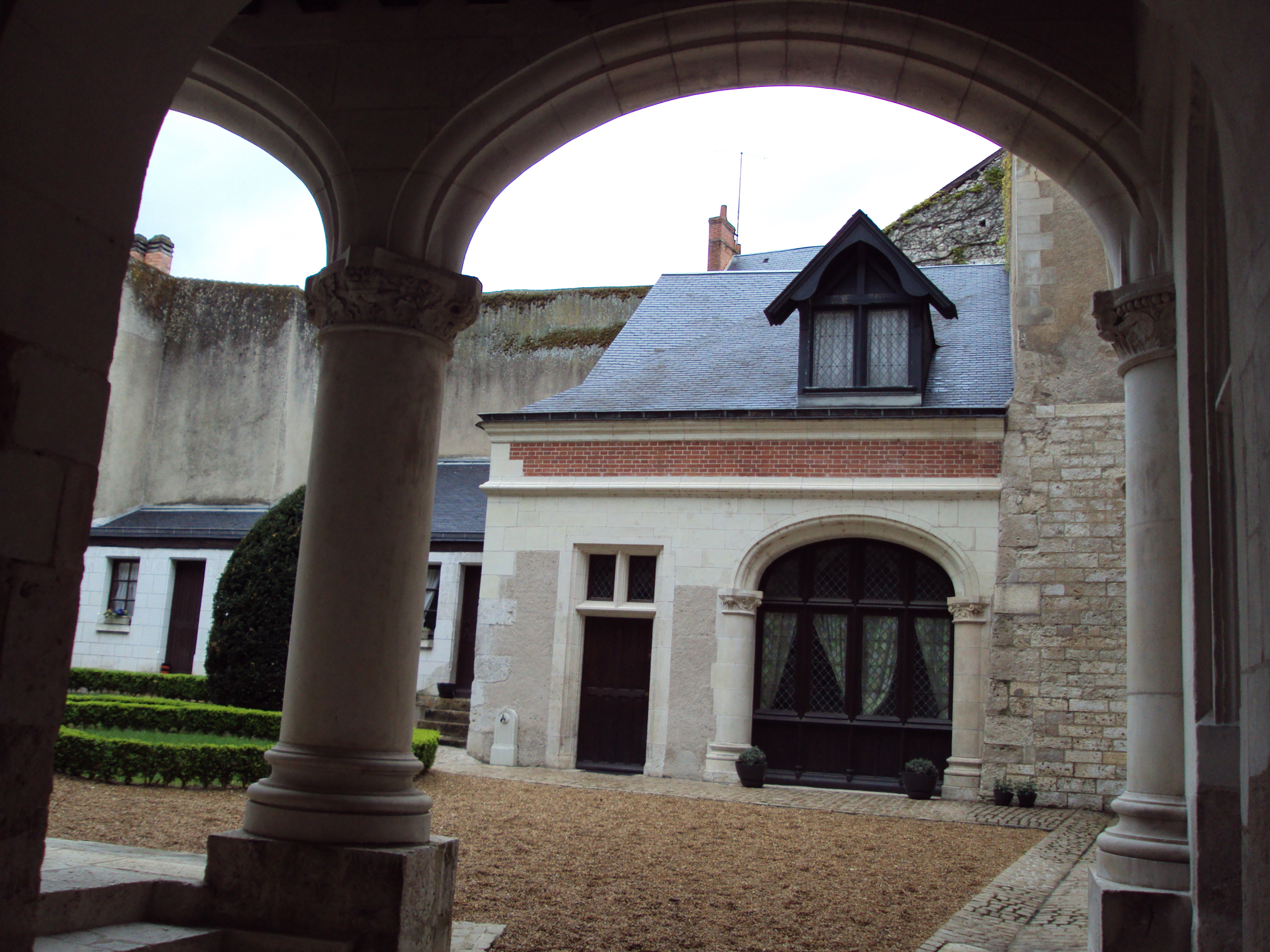
L'aile nord actuelle, vue ici depuis l'entrée sud, n'a plus grand-chose à voir avec le bâtiment originel (avril 2012).

Détruite en 1812, la disposition originelle de l'aile nord est également mal connue et seul un document de 1644 nous renseigne quelque-peu sur son ordonnancement.
Moins larges que les autres, le bâtiment nord et sa galerie ne dépassaient pas les huit mètres de profondeur. Le rez-de-chaussée possédait un cabinet et deux chambres à feu, dont la disposition était probablement répétée à l'étage. Finalement, un escalier, probablement situé à l'angle nord-est, permettait de desservir à la fois l'aile nord et l'aile est de la résidence. Inscrit dans le bâtiment et non dans une tourelle greffée à la façade, il s'agissait d'un escalier rampe-sur-rampe, avec repos intermédiaire et palier à l'étage.

### Aile est
Avec l'aile sud, le corps est constitue la partie la mieux conservée du bâtiment d'origine. Il a toutefois subi de nombreuses transformations au cours des siècles et sa physionomie primitive ne nous est pas clairement connue.

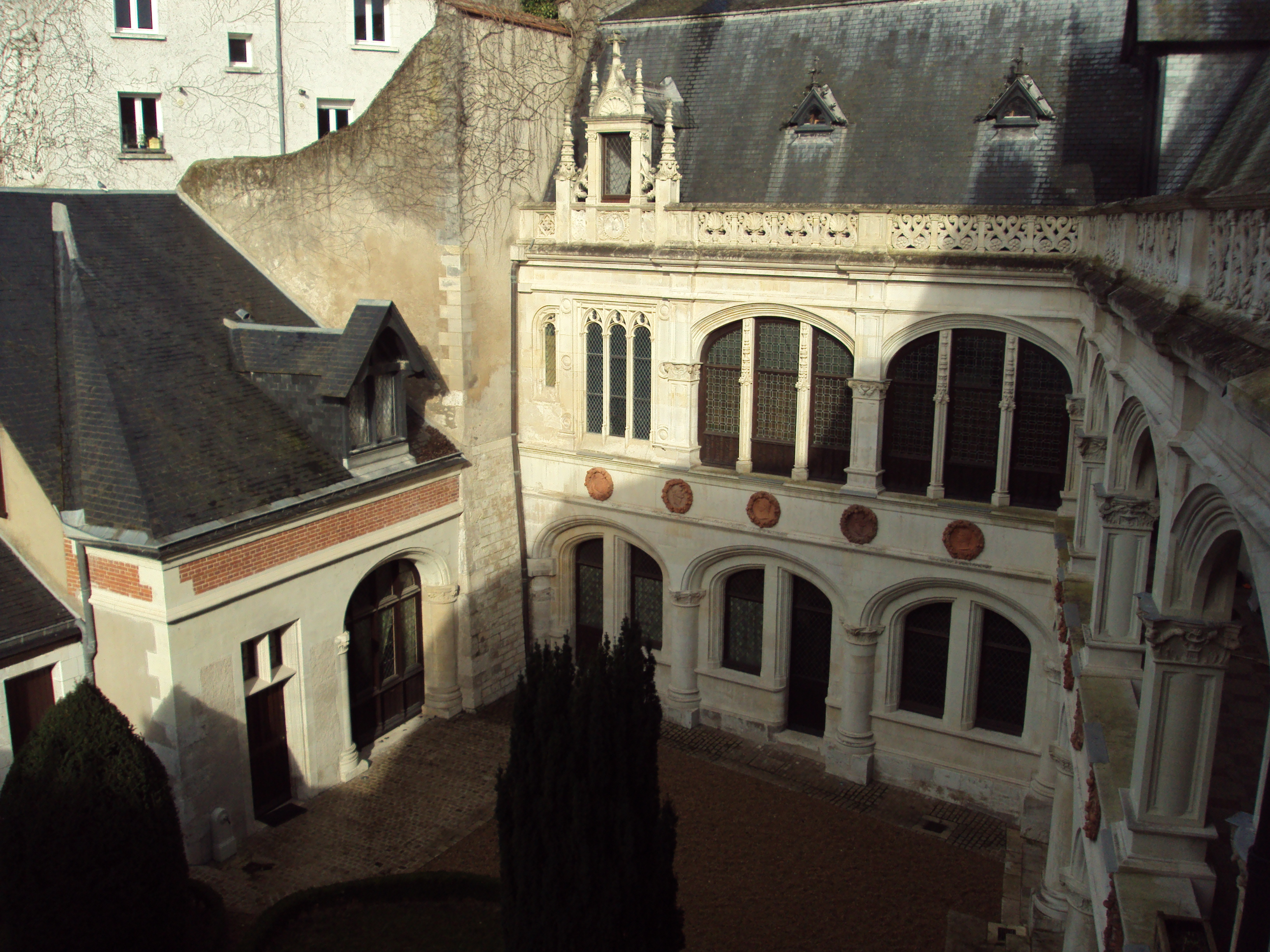
L'aile est de l'hôtel d'Alluye, en janvier 2012.

Les deux niveaux donnant sur la cour ne possèdent plus de galerie mais ils ont conservé des arcades, aujourd'hui vitrées, dont la forme est rigoureusement identique à celles de la galerie sud. Il est donc fort probable que cette aile peu profonde corresponde seulement à la galerie d'un bâtiment aujourd'hui disparu.
La fonction des pièces qui se situaient, à l'origine, au premier étage ne nous est pas parvenue. Nous savons seulement de source sûre que le petit oratoire aujourd'hui situé à l'angle nord-est de l'édifice n'existait pas à l'époque de Florimond Robertet. Il s'agit donc probablement d'un héritage des restaurations des années 1880.
L'extrémité sud-est, beaucoup plus large que la partie précédente, était constituée d'une cuisine possédant son propre puits et d'un vaste garde-manger. Le plafond de cet ensemble, voûté d'arêtes, est encore visible de nos jours.
Nettement plus modeste que la partie précédente, un autre corps, situé le long de la rue Saint-Honoré, possédait un seul niveau et un comble. Il était composé d'une grande cave et de plusieurs pièces voûtées dont les fonctions ne nous sont pas parvenues.

## Façades et cour d’honneur

### Façade

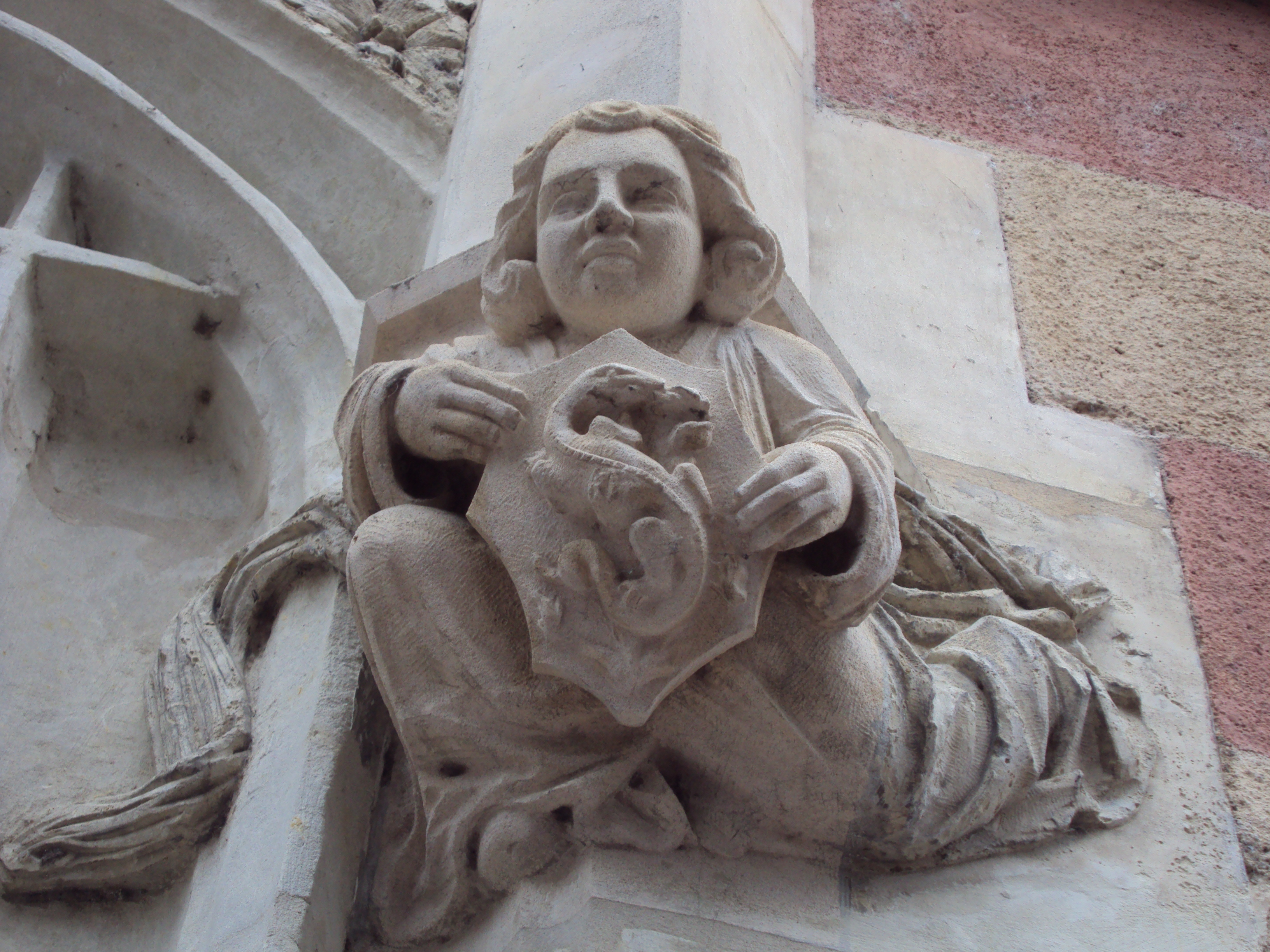
Cul-de-lampe sculpté où apparaît la salamandre de François Ier. Détail de la façade, avril 2012.

Rue Saint-Honoré, la façade de l'hôtel d'Alluye est une quasi invention de l'architecte des bâtiments historiques Achille Lafargue, au XIXe siècle. Directement inspirée de l'aile Louis XII du château de Blois, elle remplace, du premier étage aux combles, un ensemble complètement dénaturé et ayant perdu la totalité de ses éléments décoratifs, excepté son appareil polychrome. Comme les lucarnes, l'encadrement et le décor des baies sont ainsi des créations du restaurateur.
De la façade d'origine, seuls sont conservés l'encadrement et le décor des fenêtres du rez-de-chaussée ainsi que le portail monumental. Le mur et les fenêtres rappellent en tous points le style gothique du palais de Louis XII. On y retrouve les lits horizontaux de briques rouges et de tuffeau blanc mais aussi les culots sculptés de petits personnages grotesques (anges, enfants, homme sauvage, centaure, etc.). Ces héritages du Moyen Âge coexistent avec des éléments beaucoup plus modernes, comme le portail avec ses pilastres cannelés et ses chapiteaux ornés de dauphins et de volutes,.

### Façades de la cour et galeries

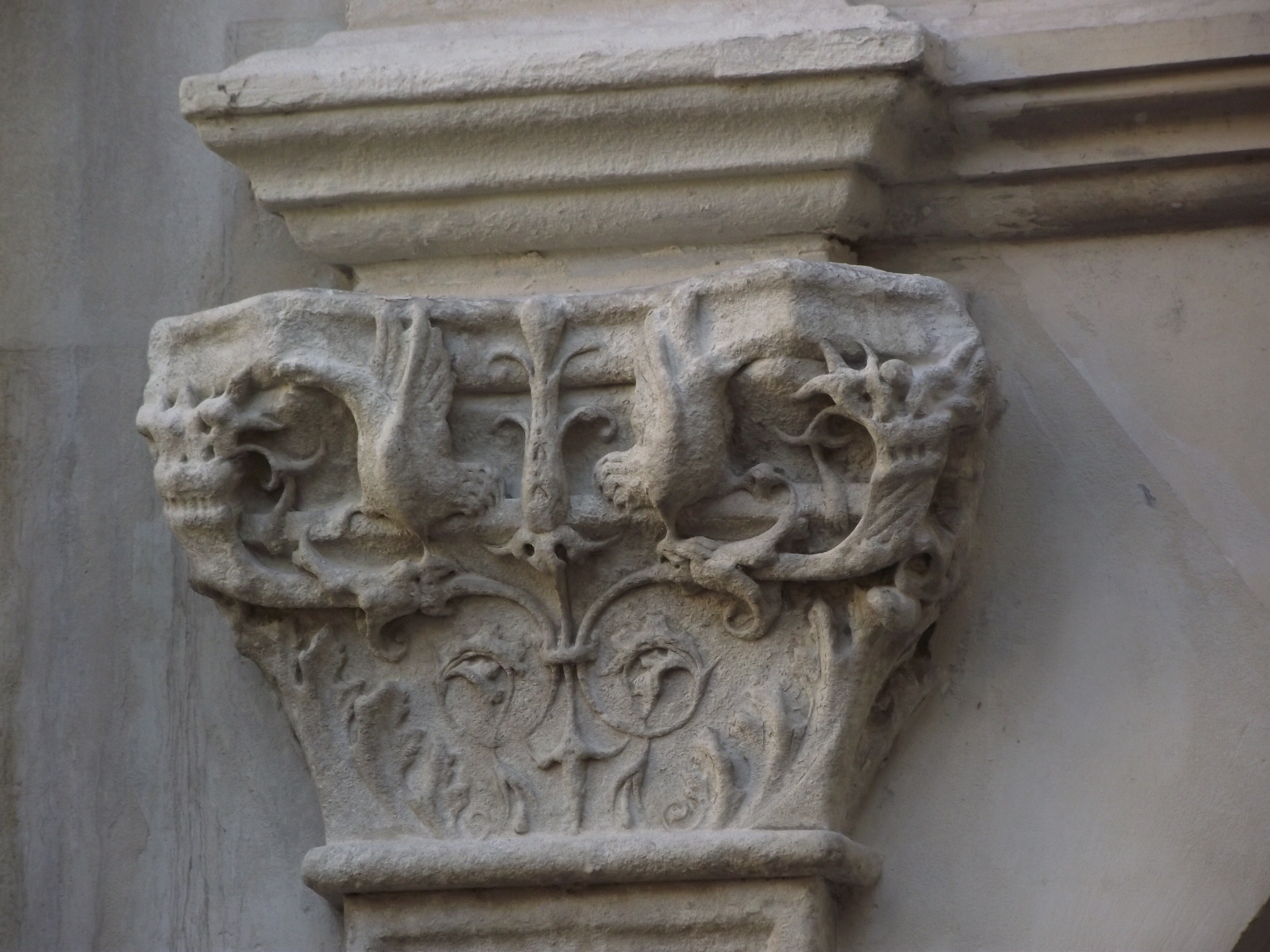
Chapiteau de l'entrée de l'escalier sud-ouest, avril 2012. On y distingue notamment deux oiseaux adossés.

Beaucoup plus modernes que la devanture extérieure, les façades de la cour rompent complètement avec la tradition architecturale française pour mieux embrasser le style de la Renaissance italienne. Au niveau des galeries, la superposition de deux niveaux d'arcs en anse de panier qui reposent, au rez-de-chaussée, sur des colonnes et, au premier étage, sur des piliers rectangulaires est ainsi totalement inédite en France. Cette disposition, qui était auparavant répétée sur les quatre côtés du bâtiment, rappelle plutôt les cortiles des palais italiens,.
L'influence italienne apparaît cependant moins dans l'architecture elle-même que dans la mouluration et les sculptures (candélabres, etc.) qui ornent les portes de l'escalier ou les chapiteaux des piliers (oiseaux affrontés, etc.). La finesse de ces motifs donne d'ailleurs à penser qu'ils ont pu être réalisés par des artistes originaires d'Italie.

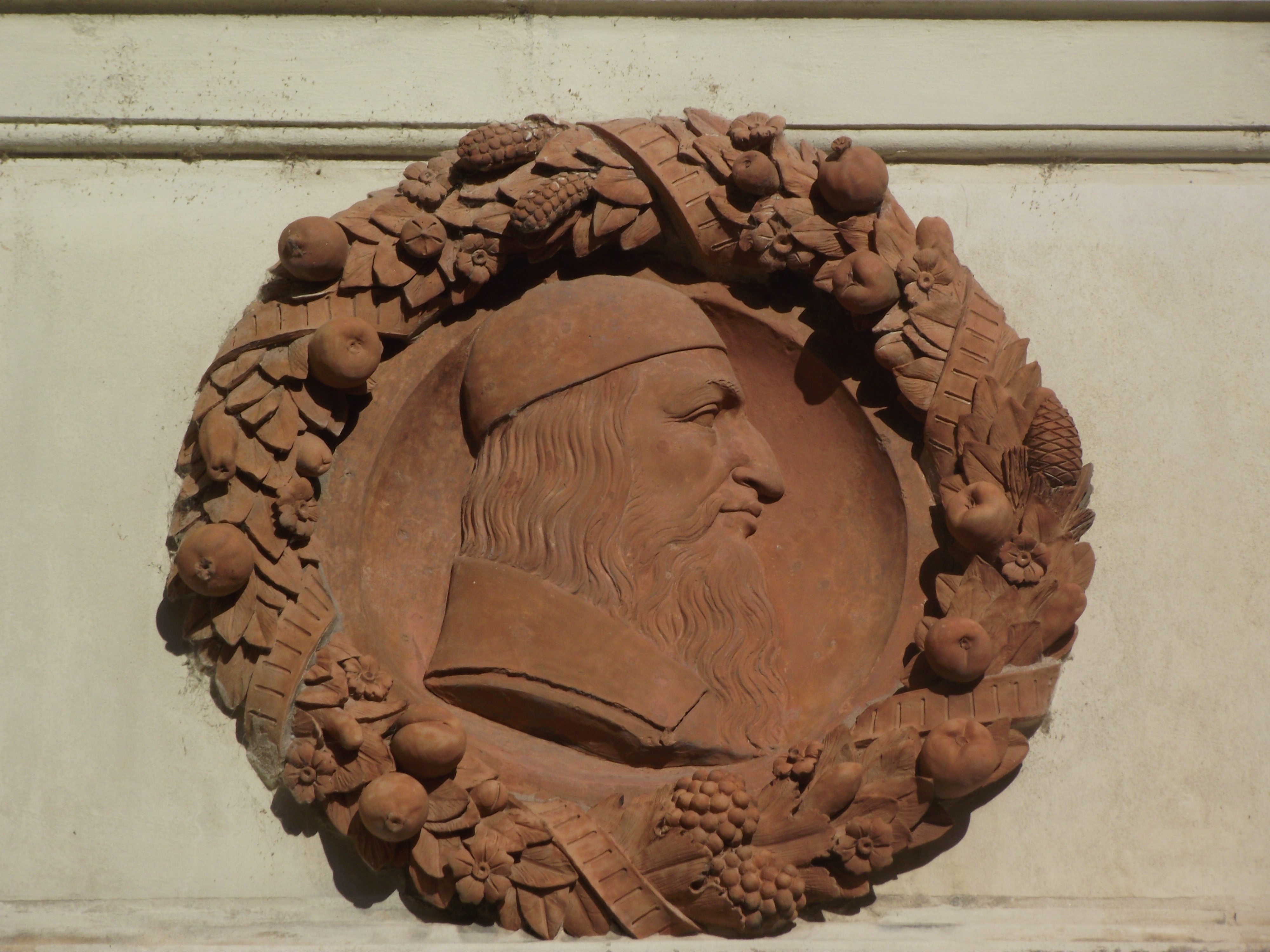
Le médaillon d'Aristote est une invention du XIXe siècle (avril 2012).

Les treize médaillons à l'antique en terre cuite qui ornent la balustrade de la galerie du premier étage et qui représentent presque tous des empereurs romains ont sans doute été rapportés directement d'Italie. Excepté quelques inventions, comme le portrait d'Aristote qui date des années 1880, ces médaillons sont donc bien contemporains de Florimond Robertet. Entourés d'une épaisse guirlande de fleurs et de fruits, ils étaient à l'origine peints en vert afin d'imiter la couleur du bronze et de mieux se distinguer de la façade.
Si les galeries et les ornements de la cour sont d'origine, les parties hautes du bâtiment sont par contre une création de Lafargue. Le garde-corps ajouré s'inspire ainsi de l'aile François Ier du château de Blois. Quant aux lucarnes, il est fort peu probable qu'il y en ait eu sur le bâtiment avant la campagne de restauration de la fin du XIXe siècle.
Démantelées en 1812, les galeries nord avaient l'originalité d'être soutenues par deux séries de six colonnes de marbre blanc, matériau fort rare dans les constructions du XVIe siècle.

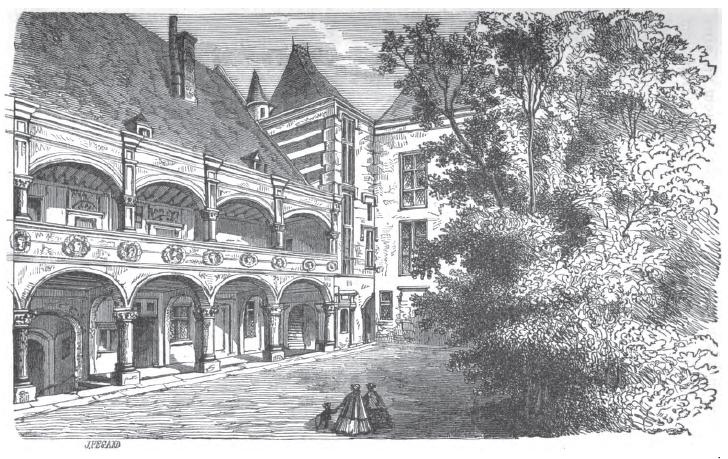
Gravure de l'hôtel d'Alluye par M. R. de Saint-Vincent (avant 1867).

### Cour d’honneur et jardin
La cour intérieure de l'hôtel d'Alluye était, à l'origine, ornée d'une copie en bronze du David de Donatello, réalisée par Michel-Ange. Placée en 1509 dans l'édifice, cette œuvre avait été offerte à Florimond Robertet par la République florentine alors que  l'homme d'État y était ambassadeur de France, en 1505. Dès 1513, cette statue fut cependant déplacée au château de Bury, autre propriété de Robertet, où sa trace se perdit,,.

## Décorations intérieures

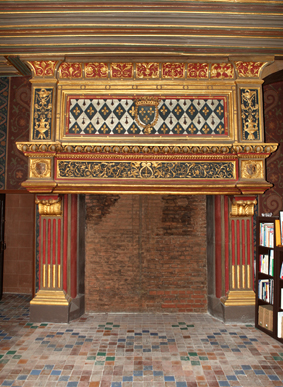
La cheminée peinte de la grande salle de l'aile sud (mai 2012).

Du décor intérieur de l'hôtel d'Alluye, il ne reste plus grand-chose aujourd'hui. Exception notable, la cheminée monumentale de la grande salle de l'aile sud a été repeinte et redécorée par Martin-Monestier, un élève de Félix Duban, au XIXe siècle. Elle témoigne, par ses ornements raffinés (frise délicate, candélabres, oves et dards) et par les maximes qui l'égaient, de la culture humaniste de Florimond Robertet.
Parmi ces maximes, situées de part et d'autre du manteau, deux sont écrites en grec ancien. L'une conseille ainsi : « Souviens-toi du sort commun » (« ΜΕΜΝΗΣΟ ΤΗΣ ΚΟΙΝΗΣ ΤΥΧΗΣ ») tandis que l'autre commande : « Avant tout, respecte le Divin » (« ΠΡΟ ΠΑΝΤΩΝ ΣΕΒΟΥ ΤΟ ΘΕΙΟΝ »). Allusion probable à la reconnaissance de Robertet pour son roi, une troisième phrase, inscrite en italien celle-là, affirme : « Celui qui récompense chaque peine par un bienfait mérite d'être bien servi » (« Chi ogni pena compensa col beneficio ben merita servizio »). Plus loin apparaît la devise du premier propriétaire de l'hôtel : « Fors ungne », autrement dit : « À l'exception d'une »,,.
Hormis cette cheminée monumentale, subsistent également des poutres à plis de serviette et surtout deux vantaux à candélabres d'une croisée de l'escalier.

## Conservation et visites
Classé monument historique par décret du 6 novembre 1929, l'hôtel d'Alluye est une propriété privée. Depuis 2011, la cour de l'édifice est cependant ouverte aux visiteurs à l'occasion des Journées européennes du patrimoine,.

## Galerie

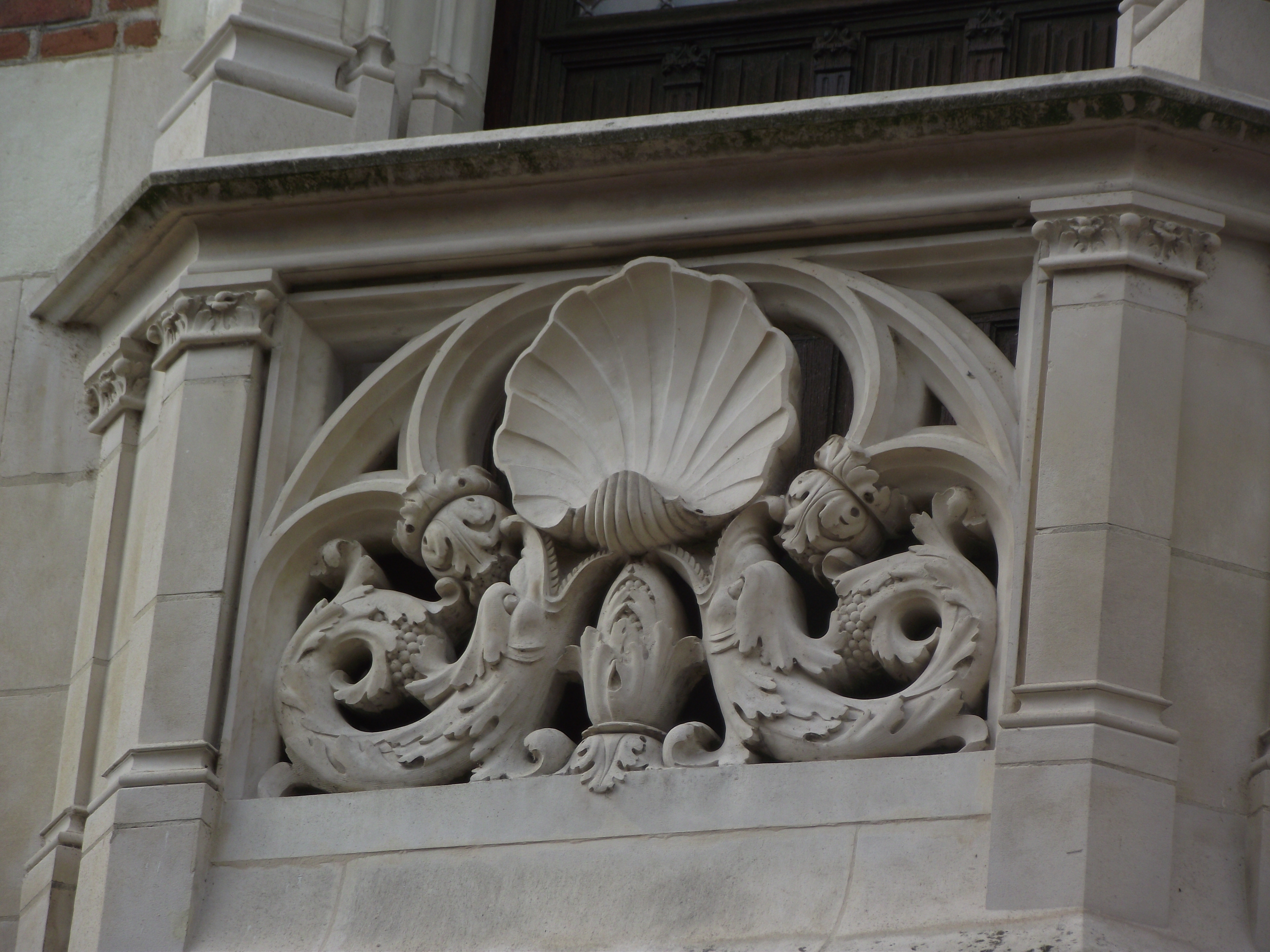
Balconnet de la façade, orné de dauphins et d'une coquille Saint-Jacques.
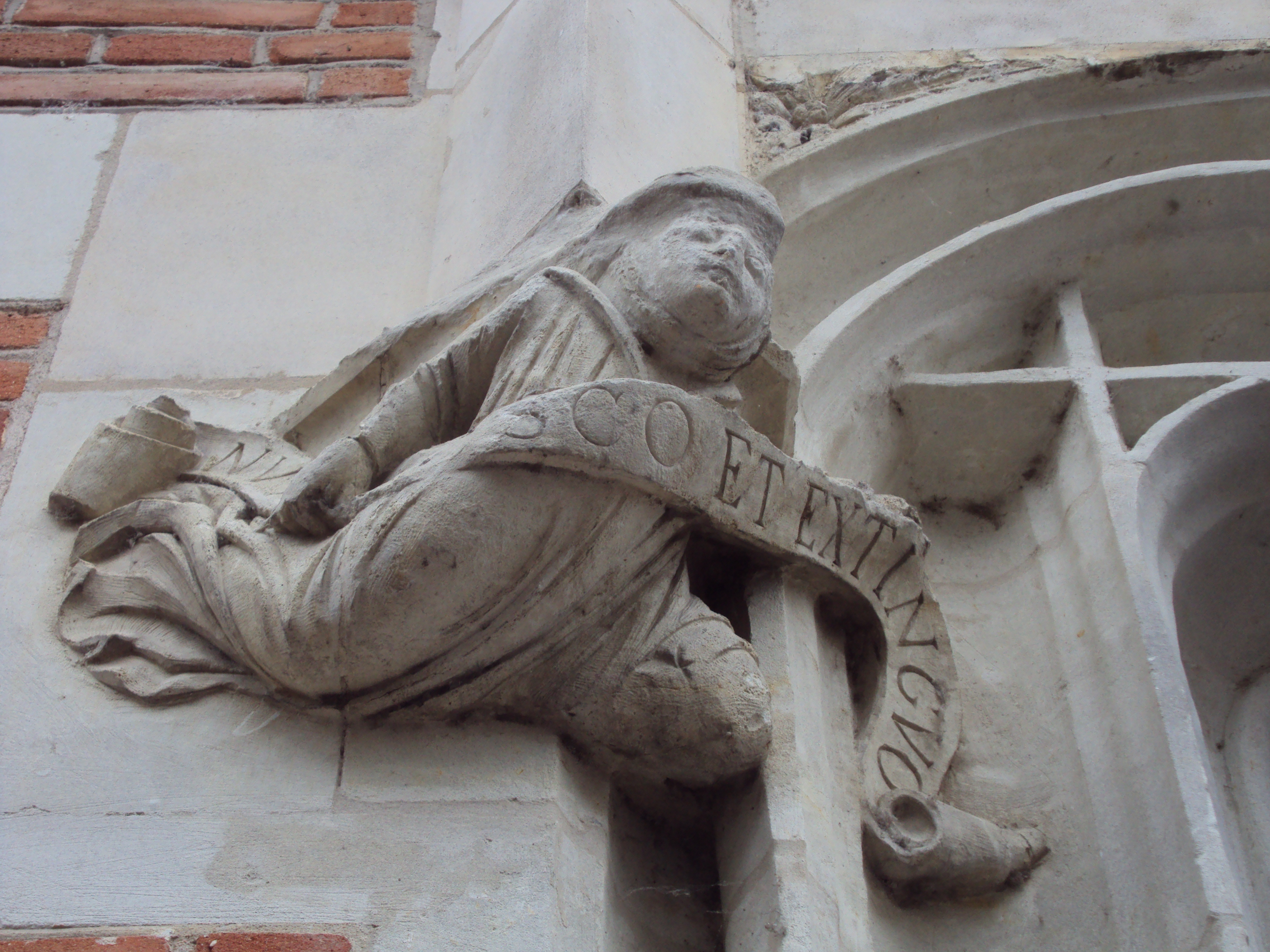
Cul-de-lampe de la façade. Sur le phylactère apparaît la devise (latine) de François Ier : nutrisco et extinguo, qui signifie « je me nourris [du bon feu] et j'éteins [le mauvais] ».
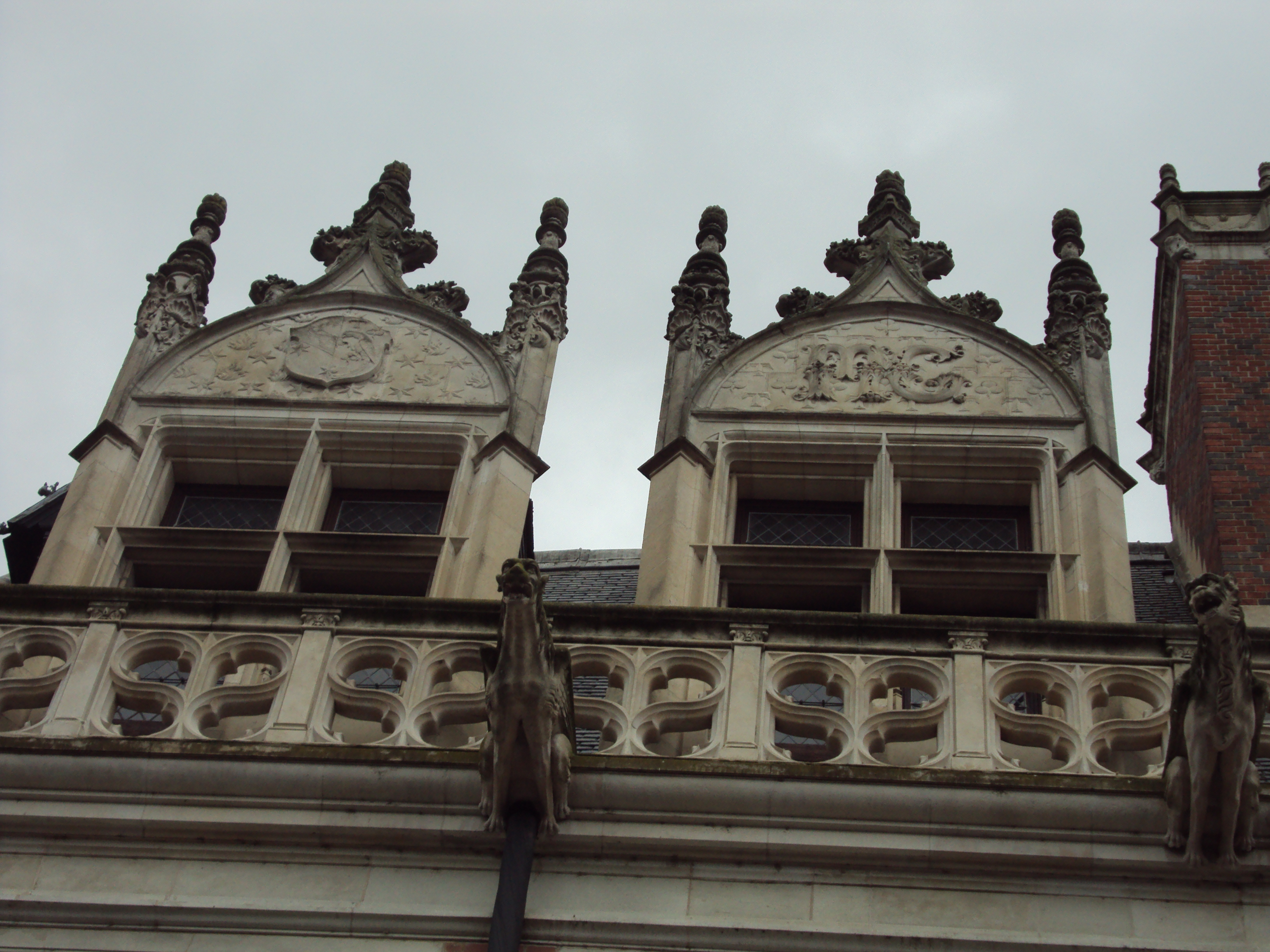
Les lucarnes de la façade et de la cour sont des créations du XIXe siècle.
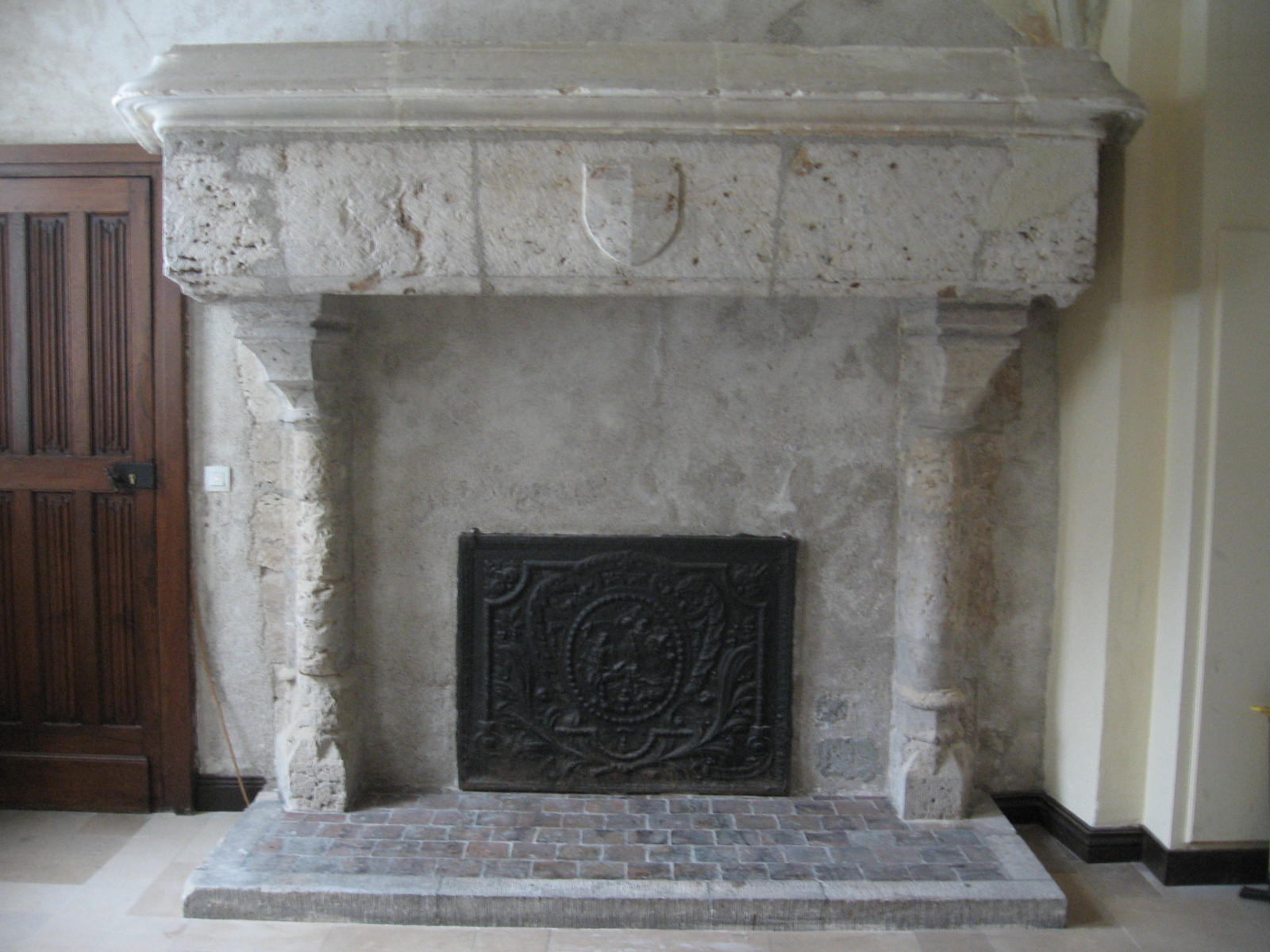
Cheminée du hall d'entrée actuel de l'hôtel d'Alluye avec son pare-feu (dans les anciennes cuisines).
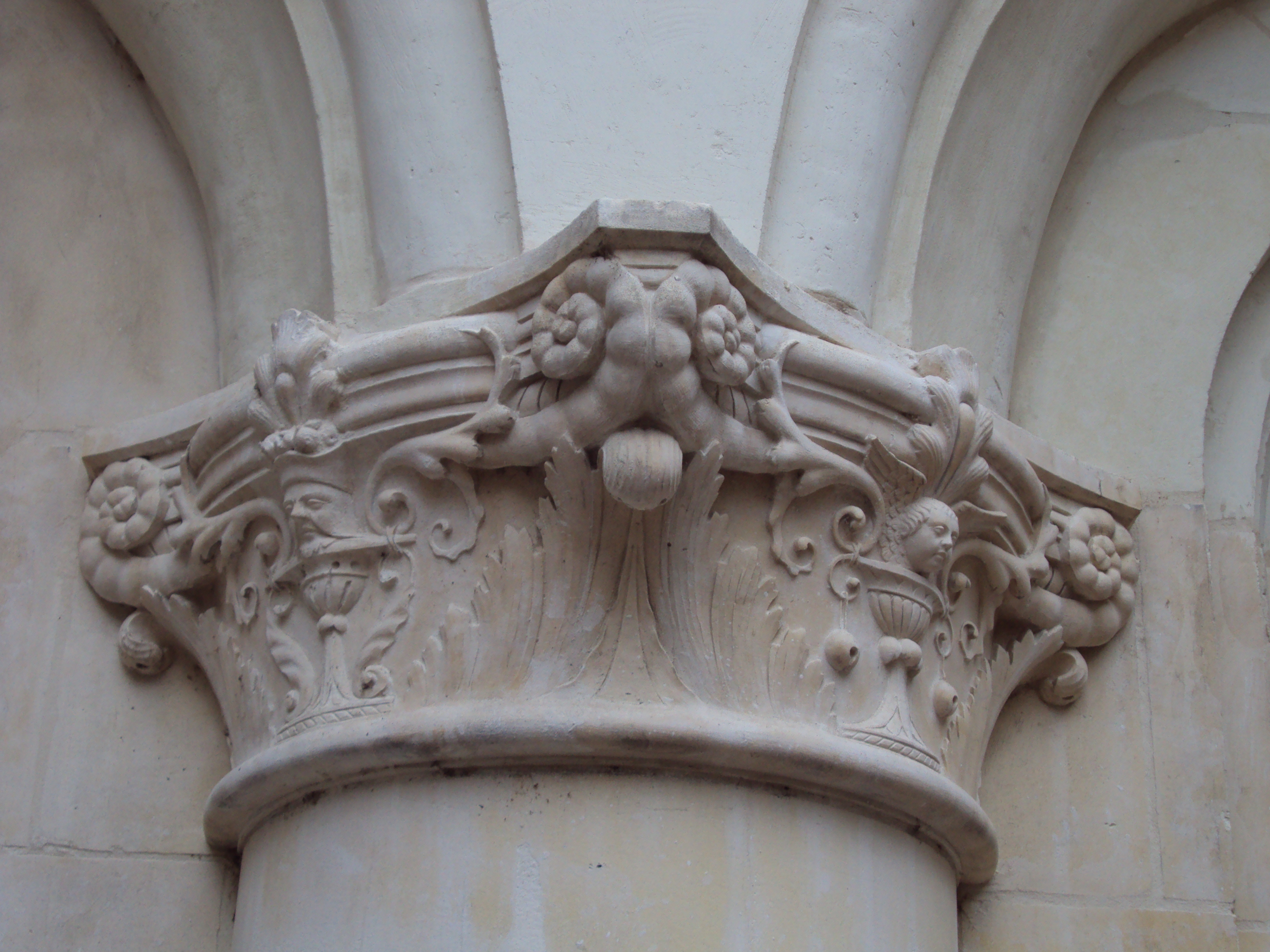
Chapiteau de la cour de l'hôtel d'Alluye.
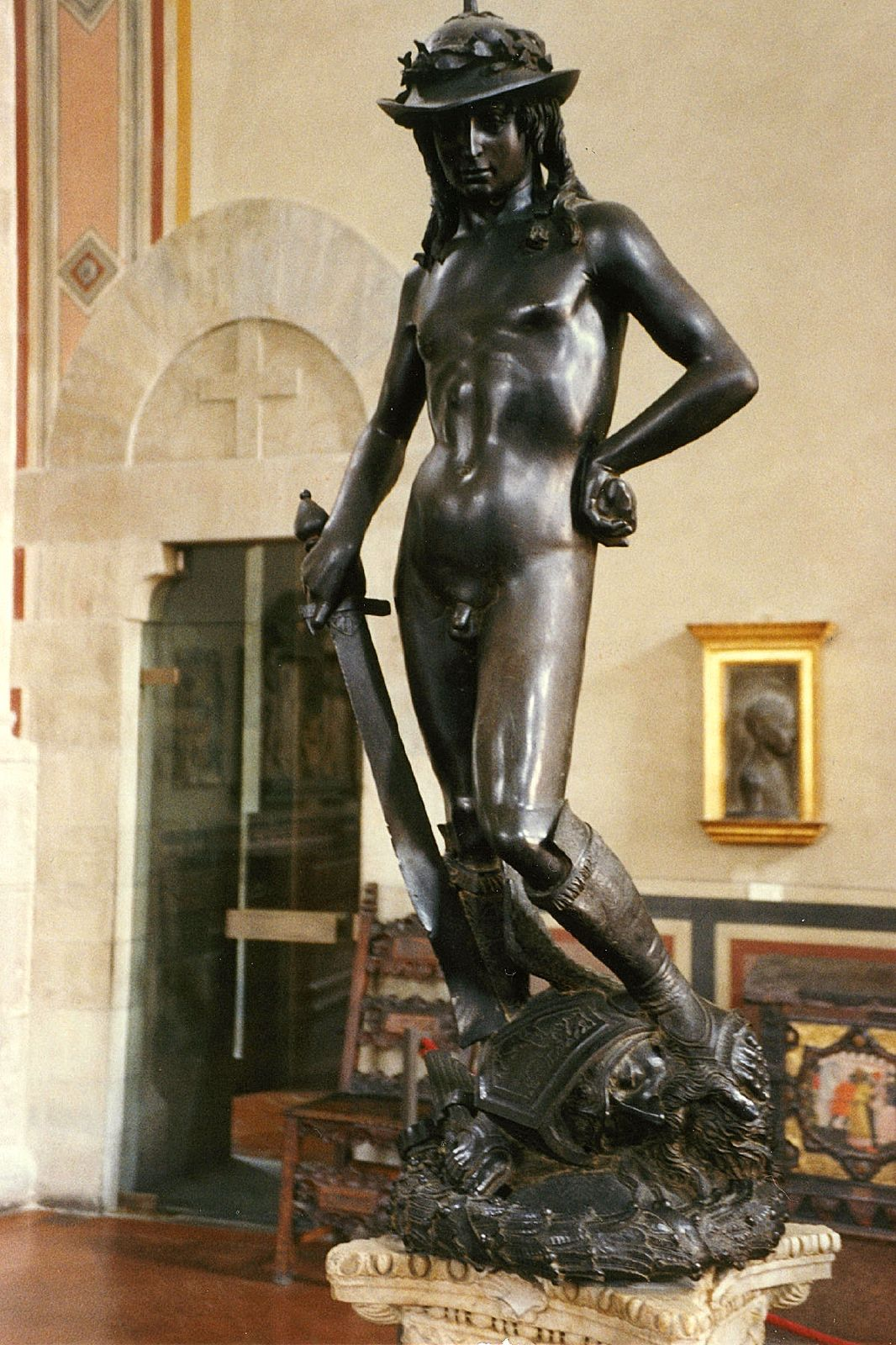
Le David de Donatello, à Florence. Une copie de cette œuvre se trouvait dans le jardin de l'hôtel, au début du XVIe siècle.
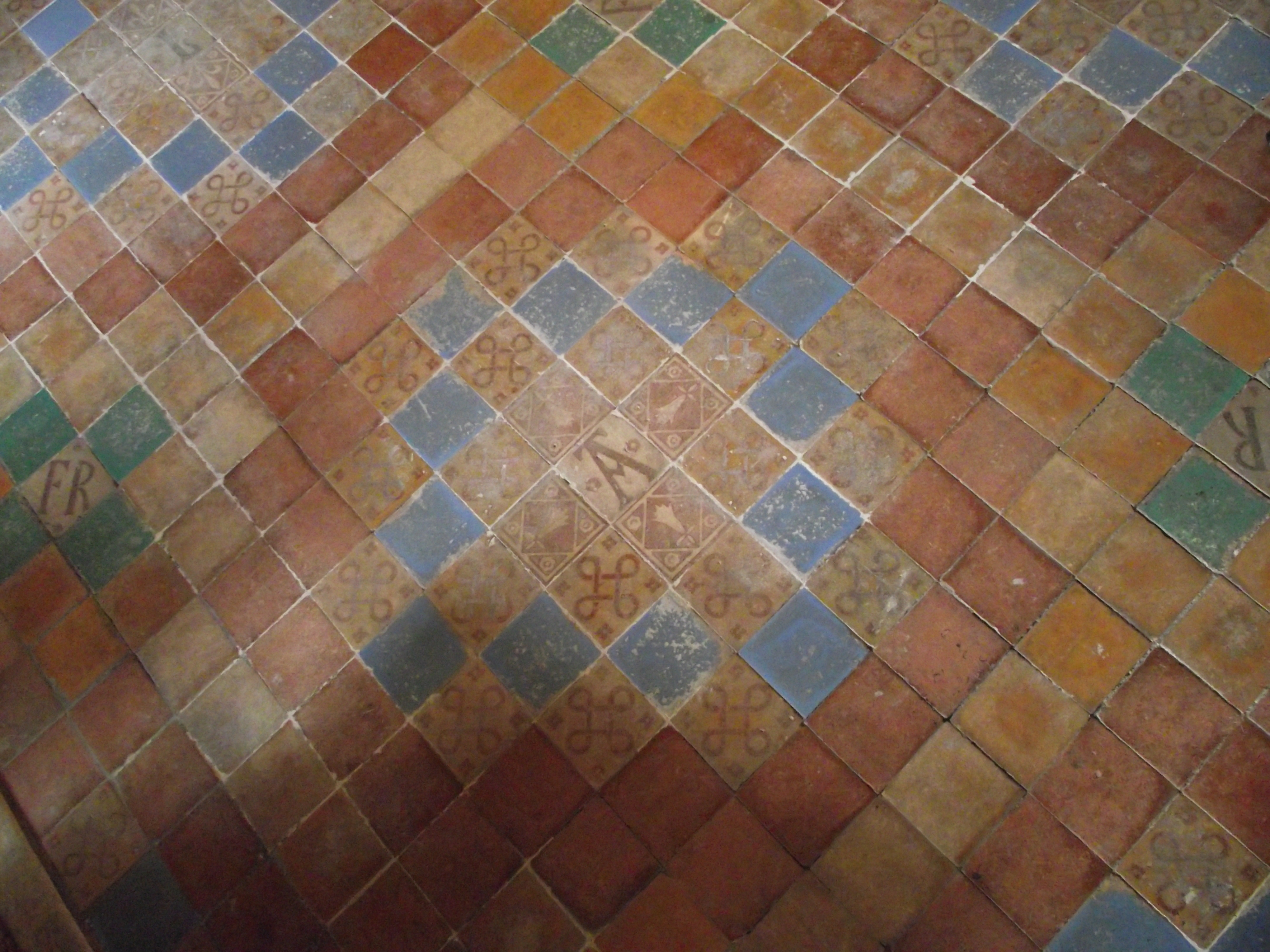
Carrelage de la grande salle de l'aile sud, aux armes d'Anne de Bretagne.
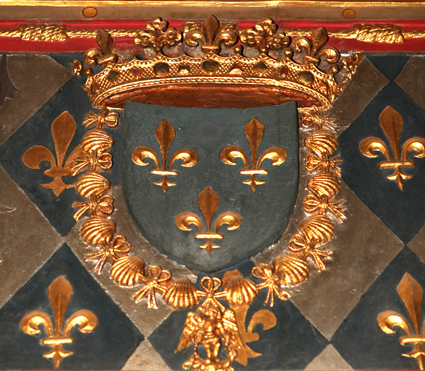
Les armes des Valois sont omniprésentes dans la décoration de l'hôtel. Ce blason, entouré du cordon de l'ordre de Saint-Michel, orne la cheminée de la grande salle.

### Ouvrages anciens
- [de Boisguéret 1878] Henri de Boisguéret de La Vallière, Blois, Une visite à l'Hôtel d'Alluye, Imprimerie Lecesne, 1878.
- [Bournon 1908] Fernand Bournon, « Hôtel d'Alluye », dans Blois, Chambord et les châteaux du Blésois, H. Laurens, 1908 (lire en ligne), p. 91-94.
- [de La Saussaye 1867] Louis de La Saussaye, « Hôtel d'Alluye », dans Blois et ses environs : Guide historique et artistique dans le Blésois et le Nord de la Touraine, Aubry, 1867 (lire en ligne), p. 77-81.
- [de La Vallière 1876] Henri-Émile de La Vallière, « Une simple remarque héraldique sur la famille Robertet », dans Bulletin de la Société archéologique, scientifique et littéraire du Vendômois, Vendôme, Société archéologique du Vendômois (no 15), 1876 (réimpr. 2024) (ISBN 978-3-38503-884-4, lire en ligne), p. 305–318.
- [Raguenet 1896] A. Raguenet, Hôtel d'Alluye à Blois, Librairies-Imprimeries réunies, 1896.

### Ouvrages récents
- [Cosperec 1994] Annie Cosperec, « L'hôtel d'Alluye, une construction exceptionnelle au début du XVIe siècle », dans Blois, la forme d'une ville, L'Inventaire-Cahiers du patrimoine / Imprimerie nationale, 1994, p. 151-163 et 380-382.
- [Denis 1988] Yves Denis, Histoire de Blois et de sa région, Privat, 1988.
- [Nicolas et Guignard 2011] Christian Nicolas et Bruno Guignard, « Hôtel d'Alluye », dans Blois, la ville en ses quartiers, Éditions des Amis du Vieux Blois, 2011, p. 27-29.
- [Hubert 1977] Martine et Hubert Tissier de Mallerais, Blois, Loir-et-Cher (41), 1977, p. 18-19.
- [Lesueur 1947] Frédéric Lesueur, Blois, Chambord et châteaux du Blésois, B. Arthaud, 1947.